# Dimitrios Golemis
Dimitrios P. Golemis (græsk: Δημήτριος Γολέμης; født 15. november 1874 i Lefkas, død 9. januar 1941) var en græsk atlet, som deltog i de første moderne olympiske lege 1896 i Athen.
Ved OL 1896 stillede Golemis op i mellemdistanceløb, henholdsvis 800 meter og 1500 m. På 800 meter-distancen blev han nummer to i sit indledende heat, og i finalen , hvor kun tre af de fire kvalificerede stillede op, blev han nummer tre efter australieren Teddy Flack og ungareren Nándor Dáni. Han var over hundrede meter efter Flack ved mållinjen. I 1500 meter-løbet stille otte atleter til start, men det er kun placeringerne af de fire første, der er kendt. De fire deltagende grækere, heriblandt Golemis, sluttede sidst, så hans placering blev mellem nummer fem og otte.